# Lincoln (Rhode Island)
Lincoln ist eine Stadt im Providence County im US-Bundesstaat Rhode Island. Das U.S. Census Bureau hat bei der Volkszählung 2020 eine Einwohnerzahl von 22.529 ermittelt. Lincoln liegt nördlich von Providence im Nordosten Rhode Islands.

## Geographie
Die Stadt hat eine Fläche von 49,1 km². Im Stadtgebiet befindet sich der Lincoln Woods State Park und mehrere National Register of Historic Places.

## Demografie
Die bei der Volkszählung im Jahr 2010 ermittelten 21.105 Einwohner von Lincoln lebten in 8465 Haushalten; darunter waren 5718 Familien. Die Bevölkerungsdichte betrug 443 pro km². Im Ort wurden 9062 Wohneinheiten erfasst. Unter der Bevölkerung waren 93,5 % Weiße, 2,6 % Afroamerikaner, 3,3 % Asiaten und 0,7 % von anderen Ethnien; 2,1 % gaben die Zugehörigkeit zu mehreren Ethnien an.
Unter den 8465 Haushalten hatten 31,9 % Kinder unter 18 Jahren; 52,2 % waren verheiratete zusammenlebende Paare. 27,3 % der Haushalte waren Singlehaushalte. Die durchschnittliche Haushaltsgröße war 2,47, die durchschnittliche Familiengröße 3,03 Personen.
Der Median des Haushaltseinkommens betrug im Jahr 2000 47.815 $, der Median des Familieneinkommens 61.257 $. Das Pro-Kopf-Einkommen in Lincoln betrug 26.779 $. Unter der Armutsgrenze lebten 5,2 % der Bevölkerung.

## Geschichte
Lincoln wurde in den 1600er Jahren gegründet, und mehrere koloniale Stone Ender (ein Rhode Island-Stil, bei dem eine Wand aus einem großen, gemauerten Kamin bestand) wurden in der Stadt gebaut. Ein Beispiel ist etwa das Valentine Whitman Jr. House von 1694. Der Kalkstein-Abbau ist hier seit Kolonialzeiten in Limerock verbreitet. Lincoln war bis zum Ende der 1800er Jahre ein Teil von Smithfield.
Die Stadt selbst wurde 1871 gegründet und zu Ehren von Abraham Lincoln genannt. Lincoln wurde eine wichtige Stadt gegen Ende der 1800er Jahre mit vielen Textilfabriken, die entlang dem Blackstone River liegen.